# Bujalance (kommunhuvudort)
Bujalance är en kommunhuvudort i Spanien.   Den ligger i provinsen Province of Córdoba och regionen Andalusien, i den centrala delen av landet, 290 km söder om huvudstaden Madrid. Bujalance ligger 338 meter över havet och antalet invånare är 7 848.
Terrängen runt Bujalance är huvudsakligen lite kuperad. Bujalance ligger uppe på en höjd. Runt Bujalance är det ganska tätbefolkat, med 104 invånare per kvadratkilometer. Närmaste större samhälle är Montoro, 14,3 km norr om Bujalance. Trakten runt Bujalance består till största delen av jordbruksmark.